# Cynric
Cynric (ook Cinric geschreven; ? - 560 of 581) was in de 6e eeuw koning van de Gewissæ,een volksgroep die in de 7e eeuw als "West-Saksen" het Angelsaksische koninkrijk Wessex zou stichten.

## Volgens de bronnen

### Familie
Cynric was afkomstug uit het huis Wessex en wordt beschouwd als de zoon van Cerdic of Creoda. Volgens de Genealogiae regum Anglorum of Anglian Collection was Cynric, een zoon van de verder onbekende Creoda, waarvan de mythische reeks van voorouders over Cerdic, Aluca, Giwis, Brand, Bældæg, Wodan op Frealafing terugging. Bisschop Assers Vita Alfredi voegde tussen Wodan en Frealafing een zekere Frithowald in en voerde de reeks van voorouders terug tot Adam en Eva.
Zijn zonen waren volgens de Angelsaksische kroniek Ceawlin, Cutha, Ceolwulf en Celm.

### Regering
Volgens de Angelsaksische kroniek landden Cerdic en zijn zoon Cynric in 495 met vijf schepen bij Cerdicesora en vestigden ze zich aan de kust. In 508 behaalden ze een overwinning bij Natanleaga (Netley Marsh in Hampshire) tegen de Britse koning Natanleod. In 514 landden Cerdics en Cynrics verwanten (nefum: "neven", vaak in het algemeen gebruikt voor "verwanten") Stuf en Wihtgar in Cerdicesora met drie schepen als versterking.
In 519 ontvingen Cerdic en Cynric de koningskroon, waardoor dit jaar wordt beschouwd als het beginjaar van het koninkrijk Wessex. Ze vochten tegen de Britten in Cerdicesford (Charford in Hampshire). Verdere gevechten tegen de Britten volgden in 527 bij Cerdicesleaga (locatie onbekend), waarvan de uitkomst onbekend is. In 530 veroverden Cerdic en Cynric in de slag bij Wihtgarabyrg (Carisbrooke) het Isle of Wight. Op Wight stelden Cerdic en Cynric hun verwanten Stuf en Wihtgar als heersers aan. Cerdic stierf in 534, en Cynric werd zijn opvolger.
Cynric dreef de Britten in 552 in een slag bij Searobyrig (Old Sarum) op de vlucht en vocht samen met Ceawlin in 556 bij Beranburh (Barbury Castle) opnieuw tegen de Britten. Cynric werd na zijn dood in 560 op de troon opgevolgd door zijn zoon Ceawlin.

## Stand van het historische onderzoek

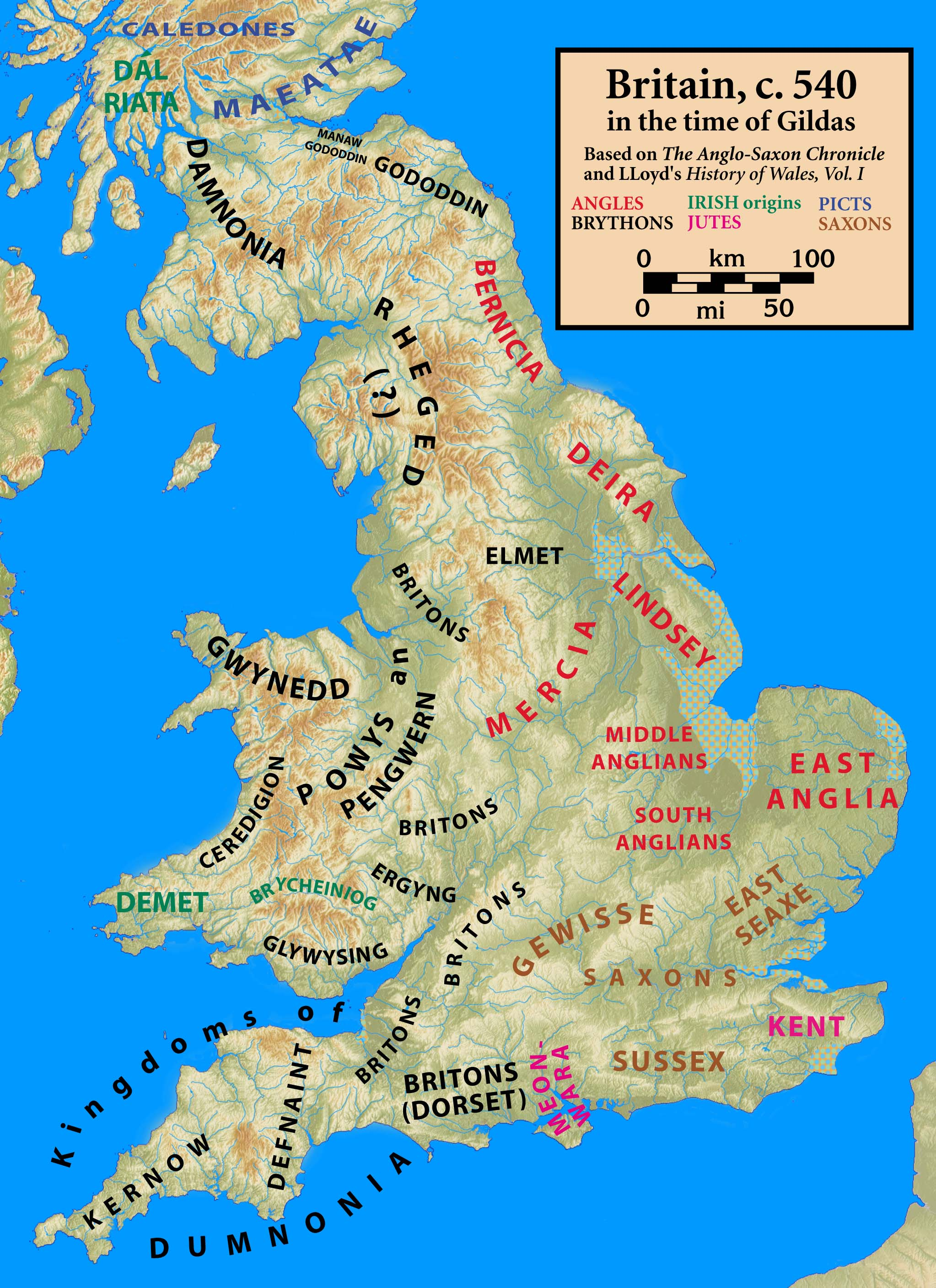
Engeland omstreeks 540.

Onze bronnen voor Cynrics regering zorgen voor enkele onoplosbare problemen. De Angelsaksische kroniek werd bijna 400 jaar na de feiten geschreven en veel van de daarin vermelde zaken moeten waarschijnlijk als legendarisch worden beschouwd. Een mogelijk historische kern werd in de overlevering vervormd en geeft eerder de voorstelling uit de 9e eeuw over de oorsprong van het koninkrijk weer dan de historische feiten.
De chronologie is zeker foutief en sommige gebeurtenissen lijken met een verschil van 19 jaar dubbel te worden vermeld. Zo wordt bijvoorbeeld de landing van Cerdic en Cynric in 495 en de landing van Stuf en Wihtgar in 514 als latere kopieerfouten of misverstanden beschouwd, die op de Paasdagberekening van Dionysius Exiguus teruggaan, die gebeurtenissen in 19-jarige cycli groepeerden. Cerdics regeringsperiode van 519 tot 534 valt samen met de 16-jarige ambtsperiode in de West-Saksische koningslijsten, maar toch duiden afwijkingen tussen de Angelsaksische kroniek en andere koningslijsten erop dat zijn regering te vroeg is gedateerd. Een datering van Cerdic en Cynric "aankomst" rond 532 en van Cynrics regeringsperiode van 554 tot 581 is daarom voorgesteld.
De aankomst van een stichterspaar met allitererende namen en met slechts enkele schepen is vergelijkbaar met andere Angelsaksische stichtingsmythen (bijvoorbeeld die van Hengest en Horsa) en is een bestandsdeel van een Indo-Europese traditie. Een andere topos zijn van personen afgeleide plaatsnamen als Natanleaga (naar koning Natanleod vernoemd), wat waarschijnlijk eerder "nat woud, nat bos" betekent. Het is aannemelijk dat juist het omgekeerde het geval is, namelijk dat deze personen (of personages) naar bestaande plaatsnamen werden vernoemd.
De tegenstrijdige gegevens over zijn vader (Cerdic of Creoda) konden door het historische onderzoek niet definitief worden opgeklaard. Een mogelijke verklaring zou kunnen zijn dat Cynrics respectievelijk Ceawlins lijn geen Cerdicingas waren, maar later met de stichter van de dynastie Cerdic werden verbonden. Cynric, volgens de Angelsaksische kroniek in 495 al "volwassen" en in 560 gestorven, zou de voor die tijd buitengewone leeftijd van meer dan 80 jaar oud hebben bereikt. Daarom lijken zijn "jonge jaren" tot het rijk der legendes te behoren en schijnt Creoda als zijn vader waarschijnlijker. Opmerkelijk is ook de vermelding dat Cynric sinds 519 samen met Cerdic zou hebben geregeerd, terwijl de telling van zijn 26 of 27 regeringsjaren pas met de dood van Cerdic in 534 begon.
De verovering van het Isle of Wight is blijkbaar een latere toevoeging, die de West-Saksische expansie naar het zuiden moest legitimeren. Cynric of een van zijn opvolgers breidde het invloedsgebied waarschijnlijk in de tweede helft van de 6e eeuw tot aan het huidige Wiltshire uit. In deze regio hadden zich sinds de 5e eeuw Angelsaksen gevestigd. De gevechten van het jaar 552 (volgens de Angelsaksische kroniek) bij Searobyrig (Old Sarum) en tezamen met Ceawlin in 556 (volgens de Angelsaksische kroniek) bij Beranburh (Barbury Castle), beide plaatsen met walburchten uit de IJzertijd, werden daarom niet per se tegen de Britten gevoerd. De toeschrijving van archeologische vondsten aan een bepaalde volksgroep is vaak onzeker omdat de Gewissæ amper van andere Saksische groepen uit die tijd zijn te onderscheiden. Na Cynrics dood volgde zijn zoon, Ceawlin, hem op de troon op.